# Jenny Dolfen
Jenny Dolfen est une illustratrice allemande née en 1975 à Bremerhaven.
Professeure d'anglais et de latin, elle devient illustratrice à plein temps à la naissance de son fils. Elle réalise des illustrations pour plusieurs jeux de rôle sur table, dont Quest Cards, Realms of Wonder, The World of Erien et L'Œil noir. Elle crée également des illustrations de fan art dans les univers de J.R.R. Tolkien et de George R. R. Martin. 

## Récompenses
Jenny Dolfen remporte le prix de la Meilleure illustration de la Tolkien Society pour ses illustrations sur la Terre du Milieu, en 2014 pour Eärendil the Mariner puis une deuxième fois en 2020 pour The Professor,.